# Wasserpythons
Die Wasserpythons (Liasis) sind eine Gattung der Schlangen aus der Familie der Pythons.

## Beschreibung
Mit 1,5 bis 4 Metern Länge zählen die Wasserpythons zu den mittelgroßen Riesenschlangen. Sie tragen Zähne am Zwischenkieferbein und der längliche Kopf ist von großen, symmetrischen Schilden bedeckt. Ein Teil der Labialen weist temperatursensitive Gruben auf. Der Körper ist grob zylinderförmig mit meist deutlich abgesetztem Kopf.
Das Verbreitungsgebiet der Gattung erstreckt sich von Nordaustralien über Neuguinea bis zu einer Reihe von Inseln Indonesiens. Die Tiere siedeln meist in Wassernähe, der Olivpython ist allerdings auch in trockenen Habitaten anzutreffen.

## Arten
Derzeit werden der Gattung Liasis drei Arten zugerechnet (Stand: Dezember 2022):
- Brauner Wasserpython (Liasis fuscus Peters, 1873)
  - 2 Unterarten: Liasis fuscus fuscus, Liasis fuscus jackyae
- Timor-Wasserpython (Liasis mackloti Duméril & Bibron, 1844)
  - 3 Unterarten: Liasis mackloti mackloti, Liasis mackloti dunni, Liasis mackloti savuensis
- Olivpython (Liasis olivaceus Gray, 1842)
  - 2 Unterarten: Liasis olivaceous olivaceus, Liasis olivaceus barroni

Manche Autoren rechnen Liasis fuscus aufgrund der großen Ähnlichkeit zu Liasis mackloti.

## Systematik
Ursprünglich wurde die Gattung Liasis deutlich weiter gefasst und umfasste auch den Weißlippenpython, einen Teil der Rautenpythons, den Gefleckten Python, den Papuapython und den Bismarck-Ringpython. Neuere morphologische Studien führten zur Aufspaltung der Gattung. Molekulare Untersuchungen konnten nachweisen, dass der Braune und der Timor-Wasserpython deutlich näher miteinander verwandt sind als mit dem Olivpython während die Abspaltung der anderen Arten auch aus molekulargenetischer Sicht sinnvoll erscheint.

## Schutzstatus
Alle Arten der Gattung Liasis sind im Washingtoner Artenschutzabkommen Anhang II aufgeführt. Das heißt, dass der Im- und Export von Tieren genehmigt werden muss. Ferner müssen Tiere, die sich in privater Haltung befinden, bei der zuständigen Behörde (Gemeinde und Untere Naturschutzbehörde) angemeldet sein.